# Лог (Рогатец)
Лог (словен. Log) је насељено место у општини Рогатец, Савињска регија, Словенија.

## Историја
До територијалне реорганизације у Словенији био је у саставу старе општине Шмарје при Јелшах.

## Становништво
У попису становништва из 2011. године, Лог је имао 237 становника.
| Број становника према пописима | Број становника према пописима | Број становника према пописима |
| ------------------------------ | ------------------------------ | ------------------------------ |
| 1991                           | 2002                           | 2011                           |
| 259                            | 246                            | 237                            |

Напомена: Године 2016. извршена је мања размена територије између насеља Лог и Жахенберц.